# カクテル療法
カクテル療法（カクテルりょうほう）とは、複数の薬を各人の症状・体質に合わせて組み合わせて投与し、症状を抑える治療法。別名多剤併用療法とも呼ばれている。後天性免疫不全症候群 (AIDS) の治療などで知られている。2021年には、新型コロナウイルス感染症に対する治療薬として、2種類のモノクローナル抗体を同時に投与することで治療効果を高める抗体カクテル療法が登場し、カシリビマブ・イムデビマブやバムラニビマブ・エテセビマブが実用化されている。

## 名前の由来
酒にジュースを混ぜて作るカクテルに由来する。複数の薬を一緒に投与することから、この名前が付けられた。

## 種類

### 原発性糸球体腎炎
以下の3種類を用いる。
- ステロイド
- 抗凝固剤
- 免疫抑制剤

### 後天性免疫不全症候群（AIDS）
AIDSの原因ウイルスであるHIVを、完全に体内から除去する治療法は、現在確立されていない。HIVの増殖を抑える治療法として有効とされているのが、このカクテル療法（HAART療法）である。HIV-1感染症に対するカクテル療法では、核酸系逆転写酵素阻害剤、非核酸系逆転写酵素阻害剤、プロテアーゼ阻害剤を数種類組み合わせた投与が行われる。ただし個人の体質・症状により異なるので使用、投与の際は医師との綿密な相談が必要となる。

### 抗体カクテル療法
ウイルスは分裂増殖の速度が早く、遺伝子の変異が起こりやすい。従って、ある種のウイルスに有効な抗体医薬品を作製しても、標的タンパク質の構造が変化した変異株には効果が弱い可能性が考えられる。これに対抗するため、複数のモノクローナル抗体を混合して、1つの抗体への結合が弱い変異株が発生しても他の抗体が有効に作用する事を期待して使用する。

### 混合ビタミン点滴
マイヤーズカクテル点滴はビタミンB群、ビタミンC、ミネラルを混合した溶液を点滴するものであり、多彩な疾患への効能が謳われている。

### ハンセン病
ハンセン病治療においては、1981年にWHOが多剤併用療法（MDT, Multi-drug Therapy）を採択し、有病率を飛躍的に低減させた。
3種の抗菌薬（ジアフェニルスルホン（DDS）、リファンピシン（RFP）、クロファジミン（CLF））を少菌型ハンセン病では半年、多菌型ハンセン病では数年間内服することで治癒を目指す。WHO基準ではこの治療期間の終了をもって治癒とみなし患者登録を外すことになっているが、日本では菌検査の結果と、皮膚や末梢神経の活動性病変の有無をもって治癒判定を行なっている。
WHOは3剤を組み合わせたブリスターパックを各国に無償配布している。